# Brasilaphthona protomorpha
Brasilaphthona protomorpha es un coleóptero de la familia Chrysomelidae.
Fue descrita científicamente por primera vez en 1997 por Bechyne.